# Kapelle Hl. Apostel Peter und Paul (Rastuša)
Die Kapelle Hl. Apostel Peter und Paul (serbisch: Капела светих апостола Петра и Павла, Kapela svetih apostola Petra i Pavla) ist eine Serbisch-orthodoxe Friedhofskapelle in Rastuša, einem Dorf in der Opština (Gemeinde) Teslić in Bosnien und Herzegowina.
Die von 1995 bis 2000 erbaute Kapelle gehört zur Pfarrei Rastuša im Dekanat Teslić der Eparchie Zvornik-Tuzla der Serbisch-Orthodoxen Kirche. Das Gotteshaus ist den Hl. Aposteln Peter und Paul geweiht.

## Lage
Der neue Friedhof Kondžin Panj befindet sich neben der Kapelle Hl. Apostel Peter und Paul an der Südseite. Er wurde am 14. April 1992 gegründet, als das zukünftige Friedhofsgebiet vom zuständigen Priester geweiht wurde.
Der erste Verstorbene, der auf dem Friedhof begraben wurde, war Đorđo Bogdanić aus dem Weiler Rijeka.
Die Kapelle steht im Weiler Rijeka des um die 1300 Einwohner zählenden Dorf Rastuša in der Opština Teslić im nördlichen Zentralbosnien.
Der Ort liegt ca. 12 km nordwestlich der Gemeindehauptstadt Teslić.
Die Opština Teslić liegt in der Republika Srpska, der überwiegend serbisch bewohnten Entität, Bosniens und der Herzegowina.

## Geschichte
Die Kapelle mit den Dimensionen 10 × 6 m wurde zuerst als Trauerhalle geplant. Mit der Zeit entschloss man sich, eine Kapelle zu erbauen. Und am 15. Juni 1995 begann der Kapellenbau. Die Kapellenfundamente wurden nicht geweiht. Die Bauarbeiten führte die Firma DOO Vukadinović aus Teslić durch.
Ktitoren (Stifter) der Kapelle sind: Lazar Popović, Nedeljko Malić, Simo Malić und Ratko Simaković.
Eingeweiht wurde die Kapelle und Glocke am 21. November 2000, von den Erzpriestern Stanislav Rađen und Nedeljko Prišić.
Erzpriester Nedeljko Prišić ist derzeit der Pfarreipriester der Pfarrei Rastuša, die aus den zwei Dörfern Rastuša und Ukrinica besteht und deren Sitz das Dorf Rastuša ist.
Die Kapelle ist neben der von 1998 bis 2010 erbauten Mariä-Schutz-und-Fürbitte-Pfarrkirche in Rastuša, das einzige Gotteshaus der Pfarrei.

## Architektur
Die einschiffige Kapelle besitzt einen kleinen Glockenturm mit einer Rundkuppel an der Westseite mitsamt einer Kirchglocke. Der Eingang befindet sich ebenfalls an der Westseite mitsamt kleinem Säuleneingangsportal. Die Kapelle wurde aus Ziegelsteinen erbaut. Das Dach ist ebenfalls mit Ziegeln abgedeckt. Die Rundkuppel ist mich Kupferblechen abgedeckt.
Auf der Rundkuppel befindet sich ein silbernes Kreuz. Auch wird die Kapelle von einem kleinen umzäunten Kapellenhof mit kleinem Eingangstor geschmückt.
Die Kapelle ist nicht im Inneren mit Fresken bemalt. Sie besitzt eine Ikonostase aus Eichenholz, die von Dragan Panić aus dem Dorf Gornji Ružević geschnitzt wurde.
Neben der Kapelle steht ein Hilfsgebäude mit den Maßen 8 × 4,5 m, in dem sich die Trauergesellschaft vor der Beerdigung versammeln kann.